# Molophilus paradiceros
Molophilus paradiceros är en tvåvingeart som beskrevs av Alexander 1967. Molophilus paradiceros ingår i släktet Molophilus och familjen småharkrankar. Inga underarter finns listade i Catalogue of Life.